# Enrico Barbin
Enrico Barbin (Treviglio, 4 marzo 1990) è un ex ciclista su strada italiano professionista dal 2013 al 2019; aveva caratteristiche di passista veloce.
Nel 2012 ha partecipato ai campionati del mondo di Valkenburg gareggiando nella categoria Under-23.

## Palmarès
- 2010 (Trevigiani-Dynamon-Bottoli Under-23, una vittoria)

Ciriè Pian della Mussa
- 2011 (Trevigiani-Dynamon-Bottoli Under-23, due vittorie)

Trofeo MP Filtri
1ª tappa Giro del Veneto e delle Dolomiti (Rossano Veneto)
- 2012 (Trevigiani-Dynamon-Bottoli Under-23, sette vittorie)

Piccola Sanremo
1ª tappa Toscana-Terra di ciclismo (Scarperia)
Gran Premio della Liberazione
Medaglia d'Oro Frare De Nardi
Trofeo Città di San Vendemiano
Trofeo Alcide De Gasperi
7ª tappa Girobio (Perignano)
- 2017 (Bardiani, una vittoria)

6ª tappa Tour de Langkawi (Senawang > Muar)

## Piazzamenti

### Grandi Giri
- Giro d'Italia

2014: 119º
2017: 124º
2018: 94º
2019: ritirato (14ª tappa)

### Classiche monumento
- Milano-Sanremo

2016: 72º
2017: 136º
2018: 100º
- Giro di Lombardia

2015: 67º
2017: ritirato
2019: ritirato